# ماري إيلين كوستر وليامز
ماري إيلين كوستر وليامز (بالإنجليزية: Mary Ellen Coster Williams)‏ هي قاضية أمريكية، ولدت في 3 أبريل 1953 في فلاشينغ ‏ في الولايات المتحدة.